# Lansdown (Bath)
Lansdown – dzielnica miasta Bath, w Anglii, w Somerset, w dystrykcie (unitary authority) Bath and North East Somerset. W 2011 roku dzielnica liczyła 4589 mieszkańców.